# Jakob Müller (Politiker, 1869)
Jakob Xaver Müller (* 25. Juli 1869 in Romoos; † 29. September 1933) war ein Schweizer Politiker der Katholisch-Konservativen und Abgeordneter im Nationalrat der Schweiz.
Müller wurde 1869 in Romoos geboren. Seine Eltern Johann und Anna, geb. Thalmann, waren Bergbauern im Scheienboden. Er besuchte von 1885 bis 1888 das Lehrerseminar in Hitzkirch und arbeitete anschließend zwei Jahre lang als Lehrer in und Romoos. 1890 legte er die Gemeindeschreiberprüfung ab und wurde Gemeindeschreiber in Romoos. Diese Position hatte Müller bis 1923 inne. 1900 wurde er zunächst zum Gemeindeverwalter und ab 1915 schließlich Gemeindeammann in Romoos. Zusätzlich war er von 1901 bis 1921 Schulinspektor der Bezirke Entlebuch und Schüpfheim und wurde 1902 Präsident der Staatssteuerkommission im Gerichtskreis Escholzmatt. Müller wurde 1907 Kreiskommandant in Entlebuch und 1908 Mitglied der Hl. Kreuz-Kommission als Gemeindevertreter. 1909 wurde er als Mitglied in den Grossen Rat des Kantons Luzern gewählt. 1928 wurde er in den Schweizer Nationalrat gewählt. 1931 gab er seine Stellung als Gemeindeammann und Kreiskommandant auf und verliess die Kreuz-Kommission. Müller starb am 29. September 1933 auf der Heimfahrt von einer Session des Nationalrats von Bern nach Langnau bei Reiden.
Jakob Müller war ab 1896 verheiratet mit Anna Rosa Unternährer, einer Tochter des Baptisten, Lehrers, Verwalters und Friedensrichters Unternährer.